# Cololejeunea platyneura
Cololejeunea platyneura là một loài Rêu trong họ Lejeuneaceae. Loài này được (Spruce) A. Evans mô tả khoa học đầu tiên năm 1902.